# Labahitha gibsonhilli
Espèce
Synonymes
- Filistata gibsonhilli Savory, 1943

Labahitha gibsonhilli est une espèce d'araignées aranéomorphes de la famille des Filistatidae.

## Distribution
Cette espèce est endémique de l'île Christmas dans l'océan Indien.

## Description
La femelle holotype mesure 6,0 mm.

## Étymologie
Cette espèce est nommée en l'honneur de Carl Alexander Gibson-Hill.

## Publication originale
- Savory, 1943 : On a collection of Arachnida from Christmas Island. Annals and Magazine of Natural History, sér. 11, vol. 10, p. 355-360.